# Oikopleura fusiformis
Oikopleura fusiformis är en ryggsträngsdjursart som beskrevs av Hermann Fol 1872. Oikopleura fusiformis ingår i släktet Oikopleura och familjen lysgroddar. Det är osäkert om arten förekommer i Sverige. Inga underarter finns listade i Catalogue of Life.